# Токуяма (княжество)
Княжество Токуяма (яп. 徳山藩 Токуяма-хан) — феодальное княжество (хан) в Японии периода Эдо (1650—1871). Токуяма-хан располагался в провинции Суо (современная префектура Ямагути) на острове Хонсю.
Дочернее княжество Тёсю-хана.
Административный центр хана: Замок Токуяма в провинции Суо (современный город Сюнан в префектуре Ямагути).
Доход княжества:
- 1650—1871 годы: 45,000 -> 30,000 -> 40 000 коку риса

## Список даймё
- Род Мори (тодзама-даймё), 1650—1871

- Мори Наритака (毛利就隆; 1602—1679), 1-й даймё Цуно-хана (1617—1650), 1-й даймё Токуяма-хана (1650—1679), сын Мори Тэрумото (1533—1625), 1-й даймё Тёсю-хана (1603—1625)
- Мори Мотоката (毛利元賢; 1670—1690), 2-й даймё Токуяма-хана (1679—1690), сын предыдущего
- Мори Мотоцугу (毛利元次; 1668—1719), 3-й даймё Токуяма-хана (1690—1715), четвертый сын Мори Наритаки
- Мори Мототака (毛利元尭; 1702—1721), 4-й даймё Токуяма-хана (1719—1721), второй сын предыдущего
- Мори Хиротоё (毛利広豊; 1709—1773), 5-й даймё Токуяма-хана (1721—1758), третий сын Мори Мотоцугу
- Мори Хиротомо (毛利広寛; 1735—1764), 6-й даймё Токуяма-хана (1758—1764), второй сын предыдущего
- Мори Нариёси (毛利就馴; 1750—1828), 7-й даймё Токуяма-хана (1754—1796), приёмный сын предыдущего
- Мори Хиросигэ (毛利広鎮; 1777—1866), 8-й даймё Токуяма-хана (1796—1837), второй сын предыдущего
- Мори Мотомицу (毛利元蕃; 1816—1884), 9-й даймё Токуяма-хана (1837—1871), сын предыдущего.